# Pozhang (sockenhuvudort i Kina, Tibet Autonomous Region, lat 29,11, long 91,83)
Pozhang (kinesiska: 颇章, 向阳, 颇章乡) är en sockenhuvudort i Kina. Den ligger i den autonoma regionen Tibet, i den sydvästra delen av landet, omkring 91 kilometer sydost om regionhuvudstaden Lhasa. Antalet invånare är 7 174. Befolkningen består av 3 623 kvinnor och 3 551 män. Barn under 15 år utgör 20,0 %, vuxna 15-64 år 73 %, och äldre över 65 år 6,0 %.
Runt Pozhang är det ganska glesbefolkat, med 30 invånare per kvadratkilometer. Pozhang är det största samhället i trakten. Trakten runt Pozhang består i huvudsak av gräsmarker.
Genomsnittlig årsnederbörd är 735 millimeter. Den regnigaste månaden är juli, med i genomsnitt 218 mm nederbörd, och den torraste är februari, med 2 mm nederbörd.